# Пиньейру-Машаду (Риу-Гранди-ду-Сул)
Пиньейру-Машаду (порт. Pinheiro Machado)  —  муниципалитет в Бразилии, входит в штат Риу-Гранди-ду-Сул. Составная часть мезорегиона Юго-восток штата Риу-Гранди-ду-Сул. Входит в экономико-статистический  микрорегион Серрас-ди-Судести. Население составляет 14 606 человек на 2006 год. Занимает площадь 2 227,897 км². Плотность населения — 6,6 чел./км².

## История
Город основан 24 февраля 1879 года. 

## Статистика
- Валовой внутренний продукт на 2003 составляет 128.916.909,00 реалов (данные: Бразильский институт географии и статистики).
- Валовой внутренний продукт на душу населения на 2003 составляет 9.086,33 реалов (данные: Бразильский институт географии и статистики).
- Индекс развития человеческого потенциала на 2000 составляет 0,752 (данные: Программа развития ООН).

## География
Климат местности: субтропический. В соответствии с классификацией Кёппена, климат относится к категории Cfb.